# Själgrynnorna
Själgrynnorna este o arie protejată (arie de protecție specială avifaunistică — SPA) din Suedia întinsă pe o suprafață de 40,3 ha, integral pe uscat.

## Localizare
Centrul sitului Själgrynnorna este situat la coordonatele 60°09′53″N 18°32′57″E / 60.1647°N 18.5492°E.

## Înființare
Situl Själgrynnorna a fost declarat arie de protecție specială avifaunistică în iulie 2000 pentru a proteja 3 specii de animale.

## Biodiversitate
Situată în ecoregiunile boreală și marină baltică, aria protejată nu include niciun habitat protejat.
La baza desemnării sitului se află mai multe specii protejate de  păsări (3): Branta leucopsis, chiră de baltă (Sterna hirundo), Sterna paradisaea.